# A jogdoktor
A jogdoktor (eredeti cím: Roman J. Israel, Esq.) 2017-ben bemutatott amerikai filmdráma, melyet Dan Gilroy írt és rendezett. A főbb szerepekben Denzel Washington, Colin Farrell és Carmen Ejogo látható.
Az Amerikai Egyesült Államokban 2017. november 17-én mutatta be a Columbia Pictures, Magyarországon DVD-n adták ki.

## Cselekmény
Az igazságszolgáltatási rendszer útvesztőiben játszódó izgalmas thriller főszereplője egy idealista védőügyvéd, Roman J. Israel (Denzel Washington). Élete egyik pillanatról a másikra összeomlik, ezért csatlakozik egy céghez, melyet az ambiciózus George Pierce (Colin Farrell) vezet, és szoros barátságot köt egy fiatal és agilis ügyvédnővel (Carmen Ejogo). Az események forgataga azonban teljesen magával sodorja és végül komoly próbatétel elé állítja Romant.

## Szereplők
| Színész           | Szerep                    | Magyar hang    |
| ----------------- | ------------------------- | -------------- |
| Denzel Washington | Roman J. Israel jogdoktor | Kálid Artúr    |
| Colin Farrell     | George Pierce             | Czvetkó Sándor |
| Carmen Ejogo      | Maya Alston               | Pikali Gerda   |
| Shelley Hennig    | Olivia Reed               |                |
| Lynda Gravatt     | Vernita Wells             |                |
| Amanda Warren     | Lynn Jackson              | Németh Kriszta |
| Hugo Armstrong    | Fritz Molinar             | Varga Rókus    |
| Sam Gilroy        | Connor Novick             |                |
| Tony Plana        | Jassie Salinas            | Jakab Csaba    |
| DeRon Horton      | Derrell Ellerbee          |                |
| Amari Cheatom     | Carter Johnson            | Dolmány Attila |
| Annie Sertich     | Kate Becker ügyész        | Kocsis Mariann |
| Eli Bildner       | Michael Wesley ügyész     | Holl Nándor    |

## Fordítás
- Ez a szócikk részben vagy egészben  a   Roman J. Israel, Esq. című angol Wikipédia-szócikk fordításán alapul.  Az eredeti cikk szerkesztőit annak laptörténete sorolja fel. Ez a jelzés csupán a megfogalmazás eredetét és a szerzői jogokat jelzi, nem szolgál a cikkben szereplő információk forrásmegjelöléseként.